# عملية ماس أبيل
عملية النداء الجماهيري هي عملية يزعم أن جهاز الاستخبارات السرية البريطاني ( SIS، والمعروف أيضًا باسم MI6) هو الذي أعدها في الفترة التي سبقت غزو العراق عام 2003. في ديسمبر/كانون الأول 2003، قال مفتش الأسلحة السابق للأمم المتحدة سكوت ريتر إن الحملة كانت تهدف إلى زرع معلومات مضللة في وسائل الإعلام حول أسلحة الدمار الشامل المزعومة التي يمتلكها العراق.
وفي أواخر ديسمبر/كانون الأول 2003، اعترف "مسؤول بريطاني كبير" لصحيفة صنداي تايمز اللندنية بأن جهاز المخابرات والأمن كان في قلب حملة لم يكشف عن اسمها أطلقت في أواخر التسعينيات لنشر معلومات عن تطوير صدام لغازات الأعصاب وغيرها من الأسلحة، ولكنه نفى أن يكون الجهاز قد زرع معلومات مضللة. وقال المسؤول "كانت هناك أمور عن نظام صدام وأسلحته يحتاج الجمهور إلى معرفتها".
وزعم ريتر أن عملية المخابرات السرية أدرجت بشكل سري تحقيقات لجنة الأمم المتحدة الخاصة في مخزونات العراق المزعومة من أسلحة الدمار الشامل في ما وصفه بجهودها الدعائية من خلال تجنيده، وهو مفتش أسلحة تابع للأمم المتحدة ومتعاون سابق مع جهاز المخابرات البريطاني MI6، لتقديم نسخ من وثائق الأمم المتحدة وتقاريرها بشأن النتائج التي توصلوا إليها إلى جهاز المخابرات البريطاني MI6.
في كتابه "سر العراق" (2005)، وصف ريتر ما قال إنه جهد حرب نفسية تديره وكالة الاستخبارات البريطانية (MI6)، والمعروف باسم عملية النداء الجماهيري.  وبحسب ما ذكره ريتر: "عملت Mass Appeal كنقطة محورية لنقل معلومات الاستخبارات البريطانية MI6 عن العراق إلى وسائل الإعلام، سواء في المملكة المتحدة أو في مختلف أنحاء العالم. وكان الهدف هو المساعدة في تشكيل الرأي العام حول العراق والتهديد الذي تشكله أسلحة الدمار الشامل". وقال إن خبراء الدعاية في MI6 زعموا أنهم قادرون على نشر المعلومات المضللة من خلال "المحررين والكتاب الذين يعملون معنا من وقت لآخر".

وقال ريتر في مقابلة مع إيمي جودمان من موقع الأخبار الأمريكي "الديمقراطية الآن!": ووصف كيف أصبح، بصفته مفتش أسلحة لدى لجنة الأمم المتحدة الخاصة بأسلحة الدمار الشامل العراقية ـ ولجنة الأمم المتحدة الخاصة نفسها ـ متورطاً بشكل عميق في "عملية النداء الجماهيري" التي نفذتها المخابرات البريطانية:

## روابط خارجية
- كشف النقاب عن كيفية قيام جهاز الاستخبارات البريطانية MI6 بتسويق حرب العراق (صحيفة صنداي تايمز، 28 ديسمبر/كانون الأول 2003)
- العراق سري بقلم سكوت ريتر وسيمور إم هيرش